# 맥스 3000
《맥스 3000》(영어: Man's Best Friend)은 미국에서 제작된 1993년 SF 공포 영화이다. 존 러피아가 연출과 각본을 맡았다. 앨리 시디, 랜스 헨릭슨, 로버트 코스탠조, 프레드릭 레인 등이 출연하였고, 로버트 엥걸먼 등이 제작에 참여하였다.
1993년 11월 19일 뉴 라인 시네마를 통해 개봉되었다.

## 줄거리
동물 애호가인 한 방송인이 동물 실험을 진행 중인 연구소에 몰래 잠입해 우리를 열고 취재하던 중 유전적으로 조작되어 폭력성이 증대되었으며 살상 능력이 출중한 티베탄 마스티프 맥스 3000이 연구소를 탈출한다. 방송인의 집에서 지내게 된 맥스는 방송인을 상대로 강도짓을 시도한 남자를 시작으로 인간들을 한 명씩 살해하는데...

## 출연
- 앨리 시디
- 랜스 헨릭슨
- 로버트 코스탠조
- 프레드릭 레인
- 존 커시니
- J. D. 대니얼스
- 윌리엄 샌더슨
- 트룰라 M. 마커스
- 브래들리 피어스
- 프랭크 웰커

## 기타 제작진
- 배역: 밸러리 머살러스
- 미술: 제임스 힝클
- 세트: 엘런 토틀벤

## 같이 보기
- 마견 (1982)
- 쿠조 (1983)
- 워쳐스 대습격 (1988)
- 브리드 (2006)